# Rivers of Joy
Rivers of Joy (englisch für Flüsse der Freude) ist ein Lied der deutschen Pop-Girlgroup No Angels aus dem Jahr 2001. Der Song wurde von dem schwedischen Musiker-Duo Petterson & Haze geschriebenen und von Peter Ries für Elle’ments (2001), das Debütalbum der Band, produziert. Rivers of Joy wurde im April 2001 als zweite Single der Band veröffentlicht und erreichte die Top-10 der deutschen und schweizerischen Singlecharts.

## Hintergrund
Rivers of Joy wurde von dem schwedischen Musiker-Duo Petterson & Haze, bestehend aus Hans Andersson und Niklas Petterson, geschrieben und komponiert. Das Lied war einer von zahlreichen Vorschlägen, die der Band im Vorfeld der Aufnahmen zu ihrem Debütalbum Elle’ments (2001) vorgelegt und zur Veröffentlichung angeboten worden waren. Die Produktion übernahm Peter Ries. Die Gesangsaufnahmen fanden in den Westpark Studios in München statt. Robert Bicknell, einer der Coaches der ersten Popstars-Staffel, wohnte den Aufnahmen als Gesangslehrer bei.

## Musikvideo
Das Musikvideo zu Rivers of Joy wurde vom 26. auf 27. März 2001 in den X-Sight-Studios in Groß-Gerau gedreht. Für die Regie konnte erneut Musikvideoregisseur Robert Bröllochs verpflichtet werden, der bereits am Clip zu Daylight in Your Eyes (2001) mitgewirkt hatte. Seine Camelot Filmproduktion trat darüber hinaus als ausführende Produzentin in Erscheinung. Neben Bröllochs stieß auch Detlef „D!“ Soost in seiner Funktion als Choreograf wieder zu Crew hinzu. Die Dreharbeiten dauerten 20 Stunden und umfassten ebenso viele Einstellungen, die vorwiegend vor weißen Leinwänden und Bluescreens entstanden, um später mittels Chroma Keying erweiterte Spezialeffekte einbauen zu können. Inhaltlich zeigt das Video die fünf Bandmitglieder als Statuen, die bei Einsetzen des Liedes zum Leben erwachen und sich einer computeranimierten Bildergalerie bewegen.

## Coverversionen
Im Jahr 2020 veröffentlichte Nadja Benaissa als Teil der A-cappella-Band medlz eine Coverversion des Liedes, die auf dem Album Das läuft bei uns erschien. 2021 zählte Rivers of Joy zu jenen Titeln, die Benaissa, Lucy Diakovska, Sandy Mölling und Jessica Wahls für eine Neuinterpretation anlässlich ihres zwanzigjährigen Jubiläums auswählten. Die von Christian Geller produzierte Neuaufnahme wurde später auf dem Album 20 (2021) veröffentlicht. Aufgrund der im Rahmen der COVID-19-Pandemie ausgerufenen Reiserestriktionen erfolgten die Aufnahmen zur Celebration Version von Rivers of Joy getrennt. Während Benaissa und Wahls ihre Gesänge in Gellers Tonstudio in Andernach aufnahmen, traten Diakovska und Mölling in ihren Heimatorten in Bulgarien und in den Vereinigten Staaten vor das Mikro. Ein Lyrikvideo zu Rivers of Joy wurde am 14. Mai 2021 im Vorfeld der Veröffentlichung von 20 online veröffentlicht.

## Single
Maxi-Single
| Nr. | Titel                                  | Autor(en)                            | Produzent(en)                | Länge |
| --- | -------------------------------------- | ------------------------------------ | ---------------------------- | ----- |
| 1.  | Rivers of Joy (Radio Edit)             | Hans Andersson, Niklas Petterson     | Peter Ries                   | 3:29  |
| 2.  | Rivers of Joy (Extended Mix)           | Andersson, Petterson                 | Ries                         | 5:58  |
| 3.  | Rivers of Joy (Stage Mix)              | Andersson, Petterson                 | Ries                         | 3:59  |
| 4.  | Daylight in Your Eyes (Re-Supreme Mix) | Tony Bruno, Tommy Byrnes             | Thorsten Brötzmann, Ries (a) | 4:48  |
| 5.  | What Am I Supposed to Do               | Harry Zier, Rob Hardt, Senait Mehari | Soul-O-Matic                 | 4:01  |

## Mitwirkende
- Hans Andersson – Komponist, Liedtexter
- Nadja Benaissa – Gesang
- Lucy Diakovska – Gesang
- Dina Dunn – Begleitgesang
- Joan Faulkner – Begleitgesang
- Martin Faulwasser  – Toningenieur
- Sandy Mölling – Gesang
- Niklas Petterson – Komponist, Liedtexter
- Vanessa Petruo – Gesang
- Peter Ries – Abmischer, Produzent
- Ossi Schaller – Gitarre
- Charlemaine Thomas-Schmidtmer – Begleitgesang
- Jessica Wahls – Gesang
- Martin Zehetbauer – Assistenz[1]

## Rezeption

### Jahreslisten und Verkäufe
Einem Bericht der Jugendzeitschrift Yam! zufolge verkaufte sich die Single über 180.000 Mal.
Bei den Bravo-Jahrescharts 2001 belegte Rivers of Joy mit 307 Punkten den vierten Rang hinter Mama (The Kelly Family), Daylight in Your Eyes (No Angels) und Butterfly (Crazy Town).

### Charts und Chartplatzierungen
Rivers of Joy stieg am 14. Mai 2001 in die deutschen Singlecharts ein und belegte dabei Rang sieben, was zugleich die beste Platzierung der Single war. Das Lied platzierte sich zwei Wochen in den Top 10 sowie elf Wochen in den Top 100. In der Schweiz erreichte Rivers of Joy Rang zehn und konnte sich eine Woche in den Top 10 und 14 Wochen in den Charts halten. In Österreich platzierte sich die Single zwölf Wochen in den Charts und erreichte mit Rang elf seine beste Chartnotierung. Als einzige Single aus Elle’ments verpasste sie eine Top-10-Platzierung. 2001 belegte das Lied Rang 86 der deutschen Single-Jahrescharts. Für die No Angels wurde Rivers of Joy nach Daylight in Your Eyes zum zweiten Charthit in allen D-A-CH-Staaten, in Deutschland und der Schweiz ist es gleichzeitig ihr zweiter Top-10-Hit.
| ChartsChartplatzierungen | Höchstplatzierung | Wochen |
| ------------------------ | ----------------- | ------ |
| Deutschland (GfK)        | 7 (11 Wo.)        | 11     |
| Österreich (Ö3)          | 11 (12 Wo.)       | 12     |
| Schweiz (IFPI)           | 10 (14 Wo.)       | 14     |

| ChartsJahrescharts (2001) | Platzierung |
| ------------------------- | ----------- |
| Deutschland (GfK)         | 86          |